# Kurt Höck
Kurt Höck (* 1920 in Körlin an der Persante, Kreis Kolberg-Körlin; † 2008 in Klein Köris) war ein deutscher Arzt und Klinikleiter.

## Leben
Höck stammte aus Körlin an der Persante in Hinterpommern und studierte an der Universität Greifswald Medizin. 1949 begann Höck eine psychoanalytische Weiterbildung am Westberliner Institut für Psychopathologie und Psychotherapie bei Harald Schultz-Hencke und Werner Schwidder. In diesem Kontext machte Höck die Bekanntschaft von J. H. Schultz, bei dem er das autogene Training und Hypnose erlernte. Zwischen 1949 und 1950 war Höck am Haus der Gesundheit tätig. Er absolvierte seine internistische Weiterbildung an der Charité unter Koch, Katsch und Brugsch und war dort bis 1956 als Assistenzarzt tätig. Im gleichen Jahr übernahm er die Leitung der Psychotherapieabteilung am Haus der Gesundheit und später die Gesamtleitung des Hauses der Gesundheit Berlin. 1964 begründete er die Neurosenklinik Berlin-Hirschgarten, die zum Modell für stationäre Psychotherapieabteilungen der DDR wurde.
Kurt Höck war Begründer der Intendierten Dynamischen Gruppenpsychotherapie und leitete die Ausbildung von mehr als 200 Ärzten und Psychologen in diesem Verfahren. Für seine Verdienste um die psychotherapeutische Weiter- und Fortbildung verlieh ihm die Bundesärztekammer 1995 die Ernst-von-Bergmann-Plakette.

## Schriften (Auswahl)
- Kurt Höck und Werner König: Neurosenlehre und Psychotherapie. Fischer, Jena 1976.